# Васка (озеро)
Васка — озеро на территории Лендерского сельского поселения Муезерского района Республики Карелия.

## Общие сведения
Площадь озера — 1,3 км². Располагается на высоте 222,3 метров над уровнем моря.
Форма озера продолговатая, вытянуто с юга на север. Берега озера преимущественно заболоченные.
Из озера вытекает одноимённая река, которая, забирая по пути воды из озера Верма, впадает в реку Койтайоки.
Код водного объекта в государственном водном реестре — 01050000111102000011349.